# فرودگاه انگلورام
 فرودگاه انگلورام (به انگلیسی: Ngloram Airport) (به زبان بومی: Bandar Udara Ngloram) یک فرودگاه با کد یاتا CPF است. این فرودگاه در کشور اندونزی قرار دارد.